# Muhammad Saleh Akbar Hydari
Sir (Muhammad Saleh) Akbar Hydari KCIE (1944), CSI (1941), CIE (1935) (* 12. Oktober 1894; † 28. Dezember 1948 in Staat Manipur) war ein indischer Angehöriger des kolonialen Verwaltungsdienstes. In der Übergangsregierung 1946 war er Minister. Zu Ende seines Lebens wurde er Gouverneur von Assam.

## Jugend, Ausbildung und Familie
Muhammad Saleh Akbar Hydari, in der Regel wie sein Vater Akbar Hydari genannt, erhielt seine höhere Bildung an der Universität Bombay, dann am Balliol College von Oxford.
Verheiratet war er mit Sigrid geb. Wistling aus dem schwedischen Piteå. Sie hatten eine Tochter und einen Sohn, Akbar Hydari (* 1919) Geschäftsmann in Bombay und dort ab 1970 schwedischer Generalkonsul.

## Lebensweg
Er trat 1919 in den Indian Civil Service der Kolonialherren ein. Seine Karriere begann als District Officer in der Präsidentschaft Madras. 1924 wurde er als Unterstaatssekretär nach Delhi ins Department of Education, Health and Lands berufen. Drei Jahre später folgte seine Ernennung zum agent to the governor-general in der Kronkolonie Ceylon, wo er bis 1929 besonderes Augenmerk auf die aus Indien zugewanderten Arbeitskräfte richtete.
Die nächsten beiden Jahre verbrachte er als Sekretär des neugegründeten Imperial Council of Agricultural Research. Beim zweiten Runden Tisch in London 1930 zur Verfassungsreform war er Mitarbeiter der Delegation für die Fürstenstaaten. Zum dritten Runden Tisch 1931 berief ihn sein Vater, der Finanzminister von Hyderabad, zum Berater der Delegation dieses Staates.
Es folgten Staatssekretärsposten in Neu-Delhi, zuerst Department of Education, Health and Lands (1934–38), dann im Labour Department. Am Anfang des Zweiten Weltkriegs war er Indiens Vertreter beim Eastern Group Supply Council. Danach wurde er im Außenministerium z. b. V. gestellt. Kurz vor Kriegsende im Februar 1945 besuchte er England als Mitglied der Supplies Mission.
In der indischen Übergangsregierung 1946 wurde er zuständig für Arbeit, öffentliche Bauten, Energieversorgung, Minen, Propaganda, Gesundheit und Kultur.

### Assam
Bereits im Januar 1947 wurde er zum Gouverneur für das noch ungeteilte Assam bestimmt; den Posten trat er im Mai an und behielt ihn auch nach der Unabhängigkeit bis zu seinem Tod. In seine Amtszeit fiel die administrative Abspaltung der North-East Frontier Agency.
Unmittelbar vor der Unabhängigkeit schloss er mit dem Naga National Council ein Abkommen, das in neun Punkten eine Autonomie der Nagas sicherte. Als dieses gebrochen wurde, erklärte man noch am 14. August 1947 ein unabhängiges Nagaland. Es entstand die erste bewaffnete Organisation; die indische Armee ging gegen diese mit äußerster Brutalität vor. Die fehlgeleitete Politik kostete in den folgenden Jahrzehnten Hunderttausenden in der Region das Leben.